# Forever Blue
Forever Blue (с англ. — «Вечно одинок») — пятый студийный альбом американского музыканта Криса Айзека, выпущенный 23 мая 1995 года. Альбом включает в себя четыре сингла «Somebody’s Crying», «Baby Did a Bad Bad Thing», «Graduation Day», «Go Walking Down There».
Единственным хитом с альбома стала песня Somebody’s Crying.
Песня Baby Did a Bad, Bad Thing была включена в фильм Стэнли Кубрика «с широко закрытыми глазами» (англ. Eyes Wide Shut), а песня Graduation Day включена в фильм 1996 года «Красивые девушки» (англ. Beautiful Girls).
Критики положительно оценили диск. Они отметили, что на Forever Blue композиции выразительны, энергичны, красивы и оптимистичны. Обозреватели особенно выделили заглавный трек «Forever Blue», весьма унылый на их взгляд. Им пришлась по вкусу игра Кенни Дэйла Джонсона на ударных, звучащих с большей энергией в самые громкие моменты. Тематика песен посвящена любовнице, которая покинула своего парня, что сильно отражено в песнях «Don’t Leave Me on My Own» и «There She Goes». В «Go Walking Down There» Айзек сильно озлоблен на счастливых людей, окружающих его.

## Список композиций
Все песни написал Крис Айзек
1. «Baby Did a Bad, Bad Thing» — 2:54
2. «Somebody’s Crying» — 2:46
3. «Graduation Day» — 3:11
4. «Go Walking Down There» — 2:49
5. «Don’t Leave Me on My Own» — 2:14
6. «Things Go Wrong» — 3:00
7. «Forever Blue» — 2:42
8. «There She Goes» — 3:14
9. «Goin’ Nowhere» — 2:52
10. «Changed Your Mind» — 3:51
11. «Shadows in a Mirror» — 3:59
12. «I Believe» — 3:09
13. «The End of Everything» — 3:05

## Сертификации
| Страна    | Сертификация  | Дата                  |
| --------- | ------------- | --------------------- |
| Австралия | 3х Платиновый | 1999 год              |
| Канада    | Золотой       | 22 сентября 1995 года |
| США       | Платиновый    | 15 марта 1996 года    |

## Позиции в чартах
| Чарт (1995)                        | Наивысшая позиция |
| ---------------------------------- | ----------------- |
| Australian Albums Chart            | 2                 |
| Belgian Albums Chart (Ultratop 40) | 37                |
| Belgian Albums Chart (Ultratop 50) | 32                |
| French Albums Chart                | 19                |
| German Albums Chart                | 55                |
| Dutch Albums Chart                 | 46                |
| New Zealand Albums Chart           | 7                 |
| Norwegian Albums Chart             | 31                |
| Swedish Albums Chart               | 9                 |
| Swiss Albums Chart                 | 40                |
| UK Albums Chart                    | 27                |
| US Billboard 200                   | 31                |

## Участники записи
- Боб Людвиг, Джон Голден — мастеринг
- Генри Дильтз, Генри Дитз, Майкл Тайх, Рик Лопес, Саёки Миядзаки — фотография
- Джимми Пью — орган Хаммонда
- Джони Рено — саксофон (альт), саксофон, вокал
- Кенни Дэйл Джонсон — ударные, вокал
- Крис Айзек — вокал, гитара
- Линда Коб — художественное руководство
- Ли Хеншберг — звуковой консультант
- Марк Нидхэм — инженер
- Роланд Сэлли — бас-гитара, вокал
- Ховард Кауфман — управление
- Эрик Якобсен — продюсер